# Zimní olympijské hry 2006

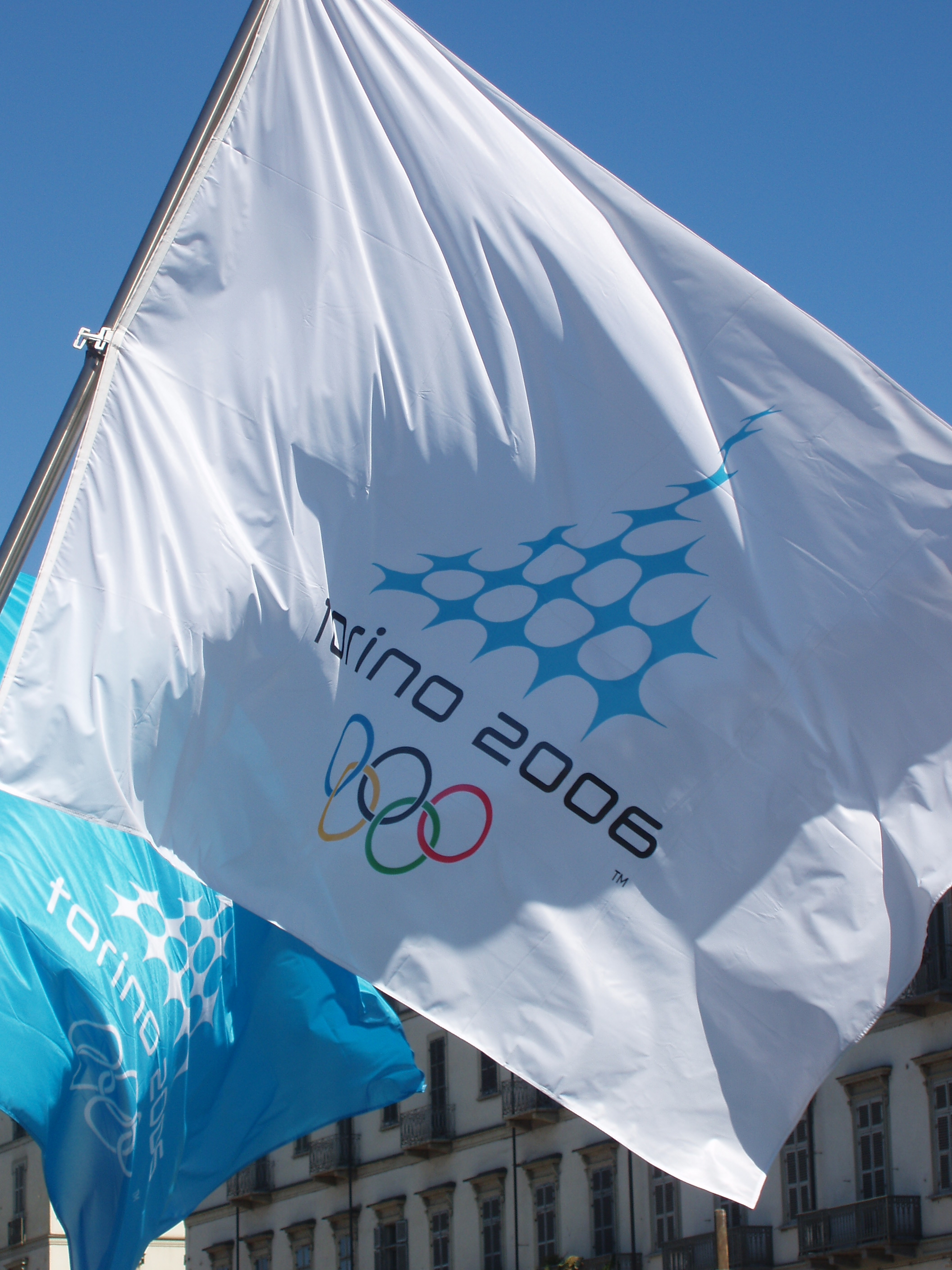

XX. zimní olympijské hry 2006 se konaly v únoru 2006 v italském Turíně. Po Cortině d'Ampezzo a Římě je Turín třetím italským olympijským městem. Mottem turínských her bylo Passion lives here (Zde žije vášeň).

## Volba
Pořadatel zimních olympijských her 2006 byl zvolen na 19. června 1999 v Soulu na 109. zasedání Mezinárodního olympijského výboru. Jako následek spekulací o korupci při volbě pořadatele zimních olympijských her 2002 MOV přistoupil ke změně systému. V Soulu se představili všichni kandidáti, z nich ale Vybírací kolegium (Selection college) po zhodnocení kandidatur vybral dva finalisty (kromě Turína Sion) a pouze o nich hlasovalo plénum MOV, přičemž Turín zvítězil přesvědčivě o 17 hlasů.
Pro Poprad-Tatry to byl druhý pokus získat pořadatelství zimních olympijských her (kandidoval i na ZOH 2002). V referendu ho podporovalo 97 % obyvatel zainteresovaných regionů.
| Město                    | Země      | 1. kolo |
| ------------------------ | --------- | ------- |
| Turín                    | Itálie    | 53      |
| Sion                     | Švýcarsko | 36      |
| Helsinky                 | Finsko    | —       |
| Klagenfurt am Wörthersee | Rakousko  | —       |
| Poprad-Tatry             | Slovensko | —       |
| Zakopané                 | Polsko    | —       |

## Olympijská štafeta

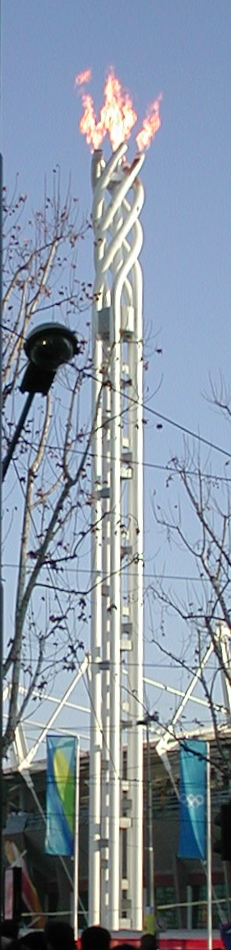
Olympijský oheň

S požehnáním boha slunce Apollóna zažehla olympijskou pochodeň pro XX. zimní olympijské hry řecká herečka Theodora Siarkou. Obřad se, jak je již tradicí, odehrával v chrámu bohyně Héry v místě starověké Olympie 27. listopadu 2005. Prvním členem olympijské štafety byl řecký atlet Costas Fillipidis.
Cesta olympijského ohně na slavnostní ceremoniál v Turíně 2006, začala 8. prosince 2005 v Římě. Řím je hlavním městem Itálie od roku 1871 a v roce 1960 hostil Olympijské hry. Olympijský oheň se ve věčném městě zdržel dva dny a poté se vydal do města Rieti. Z Rieti putoval přes Perugiu, Sienu a Livorno do Florencie, která byla italským hlavním městem v letech 1865–1871. Dalšími městy, kde se olympijský oheň zastavil, jsou Lucca, Pisa, La Spezia a rodiště Kryštofa Kolumba – Janov. Zde se pochodeň nalodila na trajekt Palinuro a odcestovala na Sardinii. Sardinie měla jen dvě možnosti ke spatření ohně, a to ve městě Nuoro a Cagliari, kde se znovu pochodeň ocitla na trajektu a odcestovala na sicilskou Ragusu. Cesta po Sicílii trvala čtyři dny a oheň navštívil Agrigento, Palermo a město Katánie, kde se znovu pustil na cestu po moři, aby se dostal do Reggio di Calabria. Cestou do Neapole musel překonat Catanzaro, Cosenzu a Potenzu, aby se znovu vydal k jihu přes Frosinone, Benevento, Taranto až do Lecce. Cesta do severní části Itálie lemovala pobřeží Jaderského moře a procházela přes Bari, Foggiu, Anconu, Rimini, Bolognu do Benátek. Z Benátek se vydal do Dolomit a navštívil také Cortinu d'Ampezzo, kde se konaly Olympijské hry v roce 1956. V poslední etapě do Turína zaskočil i do Milána, Varese a dokonce na francouzské území, aby pozdravil další olympijské město, Albertville. Během 64 dní navštívil olympijský oheň všechny italské regiony, 107 provincií, 140 měst a sousední státy San Marino, Slovinsko, Rakousko, Švýcarsko a Francii. Přičiněním 10 001 členů štafety překonal vzdálenost 11 300 km.
V pátek 10. února byl oheň hlavním hrdinou slavnostního zahájení XX. Zimních olympijských her v Turíně. Na „stadio comunale“ přinesl pochodeň famózní slalomář Alberto Tomba, trojnásobný olympijský vítěz, který předal oheň vítězné běžecké štafetě z Lillehammeru 1994 (Marco Albarello, Maurilio de Zolt, Giorgio Vanzetta, Silvio Fauner). Dalšími členy štafety byli slalomář Piero Gros, sjezdařka a držitelka tří zlatých olympijských medailí Deborah Compagnoniová a poslední, která měla čest zapálit olympijský oheň, byla emocionální Stefania Belmondová.

## Kalendář soutěží
| ÚC | Úvodní ceremoniál | ● | Soutěžní den disciplíny | 1 | Finále disciplíny | Ex | exhibice | ZC | Závěrečný ceremoniál |

| Únor                 | 10. Pá | 11. So | 12. Ne | 13. Po | 14. Út | 15. St | 16. Čt | 17. Pá | 18. So | 19. Ne | 20. Po | 21. Út | 22. St | 23. Čt | 24. Pá | 25. So | 26. Ne | Finále |
| -------------------- | ------ | ------ | ------ | ------ | ------ | ------ | ------ | ------ | ------ | ------ | ------ | ------ | ------ | ------ | ------ | ------ | ------ | ------ |
| Ceremoniály          | ÚC     |        |        |        |        |        |        |        |        |        |        |        |        |        |        |        | ZC     |        |
| Akrobatické lyžování |        | 1      |        |        |        | 1      |        |        |        |        | ●      | ●      | 1      | 1      |        |        |        | 4      |
| Alpské lyžování      |        |        | 1      |        | 1      | 1      |        | ●      | 2      |        | 2      |        | 1      |        | 1      | 1      |        | 10     |
| Běh na lyžích        |        |        | 2      |        | 2      |        | 1      | 1      | 1      | 1      |        |        | 2      |        | 1      |        | 1      | 12     |
| Biatlon              |        | 1      |        | 1      | 1      |        | 1      |        | 2      |        |        | 1      |        | 1      |        | 2      |        | 10     |
| Boby                 |        |        |        |        |        |        |        |        | ●      | 1      | ●      | 1      |        |        |        | ●      | 1      | 3      |
| Curling              |        |        |        | ●      | ●      | ●      | ●      | ●      | ●      | ●      | ●      |        | ●      | 1      | 1      |        |        | 2      |
| Krasobruslení        |        | ●      |        | 1      | ●      |        | 1      | ●      |        | ●      | 1      | ●      |        | 1      | Ex     |        |        | 4      |
| Lední hokej          |        | ●      | ●      | ●      | ●      | ●      | ●      | ●      | ●      | ●      | 1      | ●      | ●      |        | ●      | ●      | 1      | 2      |
| Rychlobruslení       |        | 1      | 1      | 1      | 1      | ●      | 2      |        | 1      | 1      |        | 1      | 1      |        | 1      | 1      |        | 12     |
| Saně                 |        | ●      | 1      | ●      | 1      | 1      |        |        |        |        |        |        |        |        |        |        |        | 3      |
| Severská kombinace   |        | 1      |        |        |        | ●      | 1      |        |        |        |        | 1      |        |        |        |        |        | 3      |
| Short track          |        |        | 1      |        |        | 1      |        |        | 2      |        |        |        | 1      |        |        | 3      |        | 8      |
| Skeleton             |        |        |        |        |        |        | 1      | 1      |        |        |        |        |        |        |        |        |        | 2      |
| Skoky na lyžích      |        | ●      | 1      |        |        |        |        | ●      | 1      |        | 1      |        |        |        |        |        |        | 3      |
| Snowboarding         |        |        | 1      | 1      |        |        | 1      | 1      |        |        |        |        | 1      | 1      |        |        |        | 6      |
| Celkem disciplín     |        | 4      | 8      | 4      | 6      | 4      | 8      | 3      | 9      | 3      | 5      | 4      | 7      | 5      | 4      | 7      | 3      | 84     |
| Kumulativní součet   |        | 4      | 12     | 16     | 22     | 26     | 34     | 37     | 46     | 49     | 54     | 58     | 65     | 70     | 74     | 81     | 84     |        |
| Únor                 | 10. Pá | 11. So | 12. Ne | 13. Po | 14. Út | 15. St | 16. Čt | 17. Pá | 18. So | 19. Ne | 20. Po | 21. Út | 22. St | 23. Čt | 24. Pá | 25. So | 26. Ne | Finále |

## Slavnostní zahájení

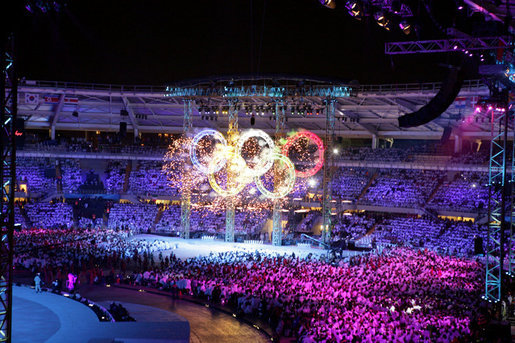
Slavnostní zahájení her

10. února 2006 – Úvodní část ceremoniálu, která představila Turín jako město moderního průmyslu a designu, odstartoval úderem do kovadliny olympijský vítěz a čtyřnásobný mistr světa ve cvičení na kruzích, italský gymnasta Jurij Chechi. Scéna se zaplnila rychlými bruslaři v ohnivých přilbách a rudými tanečníky, kteří posléze vytvořili obrazec pulzujícího srdce jako symbol vášně. Rudou barvu vystřídala kombinace bílé a modré, barev které symbolizují sníh a led. Tato část ukazuje Turín jako město Alp se všemi menšinami a horaly.
Za zvuku hudby z filmu Federica Felliniho Amarcord na scénu přicházejí italští sportovci, které následuje půvabná modelka a zpěvačka Carla Bruniová. V róbě od Armaniho předala karabiniérům italskou vlajku, v ten samý okamžik vstupuje do své lóže italský prezident Carlo Azeglio Ciampi. Za zvuků státní hymny v podání devítileté Eleonory Benettiové stoupá italská vlajka na stožár.
Slavnost pokračuje originální choreografií znázorňující skokana na lyžích ve všech fázích jeho pohybu. Je tak odstartována část věnována olympijskému duchu, nazvaná podle hesla, které převzal od svého přítele abbé Didona zakladatel novodobého olympismu Pierre De Coubertin, „Citius, Altius, Fortius“ (Rychleji, Výše, Silněji) Závěr této pasáže obstarává vytažení obřích olympijských kruhů nad stadion za přispění „akrobatů-pavouků“ a přehlídka sportovců z rekordních 80 zemí celého světa. Češi na stadión přišli hned po Kanadě jako 17. výprava v pořadí vedeni vlajkonoškou Martinou Sáblíkovou.
Již za přítomnosti všech sportovců a diváků herec Giorgio Albertazzi otvírá knihu italských dějin a recituje verše z Dantovy Božské komedie. Následuje část nazvaná „Dal Rinascimento al Barocco“ (Od renesance po baroko) představující osobnosti vzešlé z tohoto období. Vrcholem je pak zrození Boticelliho Venuše, která uzavírá část věnovanou italské historii, kultuře a umění. V roli Venuše rodící se z mušle se představila známá česká topmodelka Eva Herzigová. Historii pozvolna nahradila současnost a budoucnost – přesněji část uměleckého programu nazvaná „Dal Futurismo al Futuro“ (Od futurismu po budoucnost), kde se představil balet ze slavné milánské scény La Scala v čele Robertem Bollem, famózním tanečníkem, kdysi uvedeným do světa velkého baletu díky další taneční osobností, Rudolfu Nurejevovi. Závěr patřil klenotu italského průmyslu a sportu – monopostu Formule 1 Ferrari v olympijských barvách, pilotovaném Lucou Badoerem, testovacím pilotem stáje Ferrari.
Začíná oficiální část ceremonie. S projevem vystoupil šéf organizačního výboru Valentino Castellani a prezident Mezinárodního olympijského výboru Jacques Rogge. Prezident ItálieCarlo Azeglio Ciampi poté prohlásil olympijské hry za zahájené. Olympijskou vlajku přinesla osmička žen, mezi nimi herečka a držitelka dvou Oscarů Sophia Lorenová, Manuela Di Centaová či Maria Mutolaová. Po oficiální olympijské hymně zazněla také hymna olympijských her v Turíně, kterou zkomponoval italský zpěvák Claudio Baglioni. Přísahu za sportovce pronesl nejlepší slalomář letošní sezóny Giorgio Rocca a za rozhodčí arbitr krasobruslařských soutěží Fabio Bianchetti.
Poté organizátoři předvedli další originální kousek – netypické vytvoření živé mírové holubice z těl 28 akrobatů.
Na „stadio comunale“ se objevil fenomenální slalomář Alberto Tomba s pochodní v ruce. Trojnásobný olympijský vítěz, předal oheň vítězné běžecké štafetě z Lillehammeru 1994 (Marco Albarello, Maurilio De Zolt, Giorgio Vanzetta, Silvio Fauner). Dalšími závěrečnými průvodci olympijského ohně byli slalomář Piero Gros, sjezdařka a držitelka tří zlatých olympijských medailí Deborah Compagnoniová. Čest zapálit olympijský oheň měla emocionální Stefania Belmondová, několikanásobná italská medailistka v běhu na lyžích.
Závěr patřil slavnému tenoru Lucianu Pavarottimu, který zapěl árii „Nessun dorma“ z Pucciniho opery Turandot.

## Počet medailí podle údajů mezinárodního olympijského výboru
| Pořadí | Země                         | Zlato | Stříbro | Bronz | Celkem |
| 1      | Německo (GER)                | 11    | 12      | 6     | 29     |
| 2      | Spojené státy americké (USA) | 9     | 9       | 7     | 25     |
| 3      | Rakousko (AUT)               | 9     | 7       | 7     | 23     |
| 4      | Rusko (RUS)                  | 8     | 6       | 8     | 22     |
| 5      | Kanada (CAN)                 | 7     | 10      | 7     | 24     |
| 6      | Švédsko (SWE)                | 7     | 2       | 5     | 14     |
| 7      | Jižní Korea (KOR)            | 6     | 3       | 2     | 11     |
| 8      | Švýcarsko (SUI)              | 5     | 4       | 5     | 14     |
| 9      | Itálie (ITA)                 | 5     | 0       | 6     | 11     |
| 10     | Francie (FRA)                | 3     | 2       | 4     | 9      |
| 10     | Nizozemsko (NED)             | 3     | 2       | 4     | 9      |
| 12     | Estonsko (EST)               | 3     | 0       | 0     | 3      |
| 13     | Norsko (NOR)                 | 2     | 8       | 9     | 19     |
| 14     | Čína (CHN)                   | 2     | 4       | 5     | 11     |
| 15     | Česko (CZE)                  | 1     | 2       | 1     | 4      |
| 16     | Chorvatsko (CRO)             | 1     | 2       | 0     | 3      |
| 17     | Austrálie (AUS)              | 1     | 0       | 1     | 2      |
| 18     | Japonsko (JPN)               | 1     | 0       | 0     | 1      |
| 19     | Finsko (FIN)                 | 0     | 6       | 3     | 9      |
| 20     | Polsko (POL)                 | 0     | 1       | 1     | 2      |
| 21     | Bělorusko (BLR)              | 0     | 1       | 0     | 1      |
| 21     | Bulharsko (BUL)              | 0     | 1       | 0     | 1      |
| 21     | Velká Británie (GBR)         | 0     | 1       | 0     | 1      |
| 21     | Slovensko (SVK)              | 0     | 1       | 0     | 1      |
| 25     | Ukrajina (UKR)               | 0     | 0       | 2     | 2      |
| 26     | Lotyšsko (LAT)               | 0     | 0       | 1     | 1      |
| Celkem | Celkem                       | 84    | 84      | 84    | 252    |

## Zúčastněné země

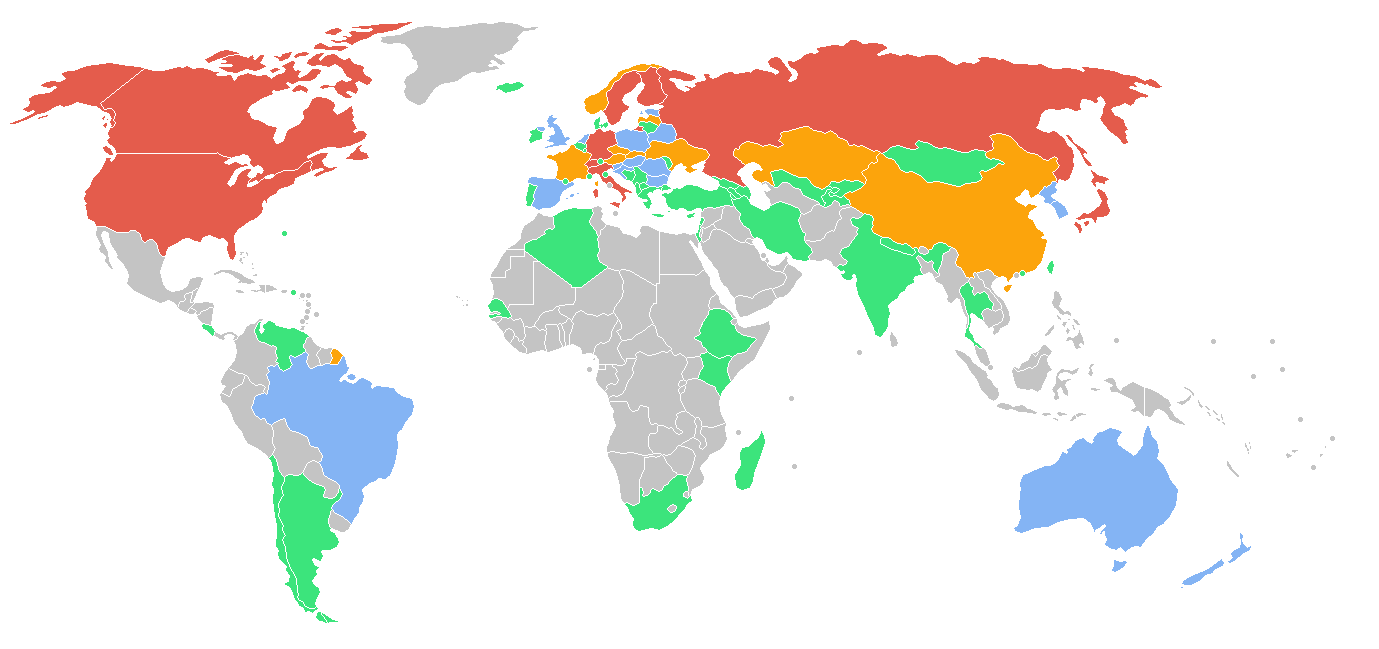
80 zúčastněných států:
Neúčastní se
1–9 sportovců
10–49 sportovců
50–99 sportovců
přes 100 sportovců

| Evropa              | Asie             | Afrika       | Austrálie   | Amerika                   |
| ------------------- | ---------------- | ------------ | ----------- | ------------------------- |
| Albánie             | Arménie          | Alžírsko     | Austrálie   | Americké Panenské ostrovy |
| Andorra             | Ázerbájdžán      | Etiopie      | Nový Zéland | Argentina                 |
| Belgie              | Čína             | Jižní Afrika |             | Bermudy                   |
| Bělorusko           | ČLR – Hongkong   | Keňa         |             | Brazílie                  |
| Bosna a Hercegovina | Čínská Tchaj-pej | Madagaskar   |             | Chile                     |
| Bulharsko           | Gruzie           | Senegal      |             | Kanada                    |
| Česko               | Indie            |              |             | Kostarika                 |
| Dánsko              | Írán             |              |             | USA                       |
| Estonsko            | Izrael           |              |             | Venezuela                 |
| Finsko              | Japonsko         |              |             |                           |
| Francie             | Jižní Korea      |              |             |                           |
| Chorvatsko          | Kazachstán       |              |             |                           |
| Irsko               | Kyrgyzstán       |              |             |                           |
| Island              | Libanon          |              |             |                           |
| Itálie              | Mongolsko        |              |             |                           |
| Kypr                | Nepál            |              |             |                           |
| Lichtenštejnsko     | Severní Korea    |              |             |                           |
| Litva               | Tádžikistán      |              |             |                           |
| Lotyšsko            | Thajsko          |              |             |                           |
| Lucembursko         | Uzbekistán       |              |             |                           |
| Maďarsko            |                  |              |             |                           |
| Makedonie           |                  |              |             |                           |
| Moldavsko           |                  |              |             |                           |
| Monako              |                  |              |             |                           |
| Německo             |                  |              |             |                           |
| Nizozemsko          |                  |              |             |                           |
| Norsko              |                  |              |             |                           |
| Polsko              |                  |              |             |                           |
| Portugalsko         |                  |              |             |                           |
| Rakousko            |                  |              |             |                           |
| Rumunsko            |                  |              |             |                           |
| Rusko               |                  |              |             |                           |
| Řecko               |                  |              |             |                           |
| San Marino          |                  |              |             |                           |
| Slovensko           |                  |              |             |                           |
| Slovinsko           |                  |              |             |                           |
| Srbsko a Černá Hora |                  |              |             |                           |
| Španělsko           |                  |              |             |                           |
| Švédsko             |                  |              |             |                           |
| Švýcarsko           |                  |              |             |                           |
| Turecko             |                  |              |             |                           |
| Ukrajina            |                  |              |             |                           |
| Velká Británie      |                  |              |             |                           |

## Zajímavosti
- Na této olympiádě se mj. pila vína i z Velkých Pavlovic.
- Puky pro hokejový turnaj dodávala Ratibořská firma Gufex.